# Leo Watson
Leo Watson (Kansas City, 27 februari 1898 – Los Angeles, 2 mei 1950) was een Amerikaanse jazz vocalese-zanger, drummer en tiple-speler. Hij is waarschijnlijk het best bekend als lid van The Spirits of Rhythm, een groep waarin ook gitarist Teddy Bunn actief was.
Watson werkte aanvankelijk als solozanger- en drummer. Hij toerde met een novelty-act in een show en werd in 1929 lid van The Spirits of Rhythm. Hij werkte tevens korte tijd in verschillende big bands, bij John Kirby (1937), Gene Krupa (1938) Artie Shaw (1938) en Jimmy Mundy (1939). In de jaren erna was hij onregelematig actief in de muziek. In 1943 verhuisde hij naar Los Angeles, waar hij af en toe samenwerkte met Slim Gaillard.
Watson leverde in die tijd tevens de stem voor Prince Chawmin' in de beruchte Censored Eleven- tekenfilm Coal Black and de Sebben Dwarfs (geregisseerd door Bob Clampett, 1943). Hij kreeg echter geen credit in de cartoon, vanwege een contractuele overeenkomst met stemkunstenaar Mel Blanc-pas na bijna veertig jaar ontdekte stemacteur en deskundige van de geschiedenis van de animatie Keith Scott na onderzoek in de archieven van Warner Bros. dat het Leo Watson was.
In 1939 en 1946 nam hij voor de platenlabels Decca en Signature Records een aantal nummers op. Hij is verder te horen op opnames van onder meer Artie Shaw (als zanger), Ben Webster (drummer), Leonard Feather (zanger), de Washboard Rhythm Kings (als bassist en zanger), The Crossroads Trio (zanger), Slim & Slam (zanger en drummer), Benny Goodman (zanger) en Les Chanteurs de Jazz (zanger).
Leo Watson is met bandleider Jan Savitt en Harold Adamson medecomponist van de nummers "720 in the Books" en "It's A Wonderful World".
Watson overleed aan de gevolgen van een longontsteking.

## Discografie
- Shorty Sherock, Bob Thiele, 1975
- The Original Scat Man, Indigo Recordings, 1999